# Grã-Bretanha nos Jogos Olímpicos de Inverno de 1932
A Grã-Bretanha competiu nos Jogos Olímpicos de Inverno de 1932, realizados em Lake Placid, Estados Unidos.